# Gerhard Trumler
Gerhard Trumler (5. prosince 1937 ve Vídni – 23. července 2025 tamtéž) byl rakouský fotograf.

## Život
Trumler strávil své dětství až do roku 1946 v regionu Waldviertel v Dolním Rakousku a v roce 1950 dostal svůj první fotoaparát. Po absolvování střední školy v roce 1956 přerušil v roce 1957 studium práv a nejprve pracoval jako vlakový dispečer pro Rakouské spolkové dráhy a později jako řídící letového provozu. Toto zaměstnání opustil, aby mohl studovat fotografii v Mnichově, které dokončil ve Vídni v roce 1966. V roce 1967 se také vyučil bankéřem a věnoval se i svým prvním fotografickým pracím pro Zentralsparkasse města Vídně.
V roce 1969 si Trumler otevřel vlastní fotografický ateliér a poté začal pracovat na zakázkách pro reklamu, hudební a počítačový průmysl a banky. V roce 1970 mu byla udělena Rakouská státní cena za reklamu. Mezi lety 1969 a přibližně 1975 dokumentoval také politickou kariéru kancléře Bruna Kreiského a spolkového prezidenta Rudolfa Kirchschlägera. Fotografoval pro řadu mezinárodních publikací, jako například Smithsonian, Geo, Life, Die Zeit, Neue Zürcher Zeitung, Frankfurter Allgemeine Zeitung a řadu dalších.
V roce 1978 vydal svou první fotoknihu „Klösterreich“ o klášterech v Rakousku, Bavorsku a Švýcarsku. Následovalo přibližně 150 publikací po celém světě a více než 200 portfolií s kulturními a společensky kritickými tématy. Četná díla získala ocenění. Mimo jiné byl držitelem Rakouského čestného kříže za vědu a umění, Stříbrného a Zlatého čestného vyznamenání za zásluhy o spolkovou zemi Dolní Rakousko a Medaile Alberta Schweitzera za evropskou kulturní žurnalistiku. Od roku 1987 byl také členem vídeňského Künstlerhausu a v roce 1988 mu byl udělen titul profesora.
Trumler fotografoval fotoaparáty Leica a Hasselblad. Mezi jeho charakteristické stylistické prostředky patřila černobílá fotografie, kterou používal k zobrazení nenápadných detailů jak v tradiční venkovské kultuře, tak i v městském prostředí. S rodinou žil ve Vídni a ve Frabergu u Langschlagu v regionu Waldviertel, kde v Nordwald Academy, kterou založil, pořádal fotografické workshopy.

## Publikace (výběr)
- Klösterreich. 1978.
- Der Böhmerwald. 1980.
- Das grosse Buch vom Bier. 1984.
- Wien um 1900. 1985.
- Niederösterreich, Portrait einer Industrielandschaft. 1986.
- Stationen der Erinnerung – Kultur und Geschichte in Österreichs alten Bahnhöfen. 1986.
- Geschichte der Photographie. 1988.
- Athos: heiliger Berg. 1990.
- Die schönsten Schlösser und Herrensitze in Osteuropa. 1991.
- Burgen, Schlösser, Paläste. 1992.
- Serie „Bunte Steine“ o kulturní krajině v Rakousku s literárními texty Adalberta Stiftera, Ingeborg Bachmannové a dalších, několik ocenění za nejkrásnější knihu Rakouska :
  - Granit (Waldviertel), 1994.
  - Katzensilber (Mühlviertel), 1996.
  - Bergkristall (Tirol), 1998.
  - Turmalin (Wien), 2000.
  - Kalkstein (Salzkammergut), 2005.
- Mühlviertel, 1997.
- Prag. Golem, Kafka, Schwejk. Textové koláže: Gustav Meyrink: Der Golem..., Brandstätter, Wien 2007, ISBN 978-3-85033-049-7.
- Kamp und Zwettl. Die Bernsteinflüsse: Großer Kamp · Kleiner Kamp · Purzelkamp · Mühlkamp · Zwettlfluss. Weitra: Verlag Bibliothek der Provinz, 2019. ISBN 978-3-99028-501-5. (německy)

## Výstavy (výběr)
- Böhmerwald, 1980, Neue Galerie Wien
- Portfolio, 1982, Photokina Köln
- Wiener Mode, 1988, The Fashion Foundation, Tokio
- Granit, 1994, Neue Galerie Linz
- Katzensilber – Land zwischen Mihel und Aist, 1996, Neue Galerie Linz
- Bunte Steine – Granit, 1998, lovecký zámeček Augustusburg
- Hommage, 2000, zámek Weinberg v Horním Rakousku
- Photographien 1970–2000, 2001, výstava Kunsthistorisches Museum v paláci Harrach ve Vídni
- A Retrospective, 2002, Leica Gallery, New York
- Vienna my Love, 2008, Kiew